# Аринкин Хутор
Аринкин Хутор — исчезнувшая деревня в Корсаковском районе Орловской области России.
Находилась в 15 км к юго-востоку от Корсаково. До образования Корсаковского района входила в состав Новосильского района, а ранее Новосильского уезда Тульской губернии.

## Название
Название «ступа» отражает географическую особенность местности, связанную с водой. То есть яма, водоём с каменистыми берегами или дном, заполненные водой. Второе название связано с принадлежностью поселения-хутора некой Арине (Ирине), на что указывает в народной интерпретации и мягкий знак в конце («хуторь») — принадлежность женскому роду. В дальнейшем слово «хутор» претерпело изменение и превратилось из номенклатурного термина — вида населённого пункта, в имя собственное — «Хутор».

## Описание
Поселение обозначено на карте ПГМ (планы генерального межевания) Новосильского уезда конца XVIII века и упомянута в Списках Кеппена Города и селения Тульской губернии за 1857 год. Деревня относилась к приходу церкви Покрова Пресвятой Богородицы села Покровское на Раковке. В 1859 году в деревне насчитывалось 7 крестьянских дворов, в 1915 году — 36.
На довоенной 1941 года карте Аринкин Хутор ещё обозначена. На современных (2011) уже нет и обозначено как урочище.

## Население
| Годы      | 1857 | 1859 | 1915 |
| --------- | ---- | ---- | ---- |
| Население | 248  | 94   | 271  |

*) уменьшение численности в 1859 году связано возможно с продажей или переселением крепостных крестьян